# Medaille voor IJver en Trouw
De Medaille voor IJver en Trouw werd op 14 februari 1877 door koning Willem III der Nederlanden bij Koninklijk Besluit ingesteld. Er waren in 1877 al meerdere medailles ter beloning van een langdurig dienstverband als militair bij de krijgsmacht maar voor het burgerpersoneel waren er nog geen onderscheidingen voor langdurige dienst.
Het KB spreekt van "aanmoediging en beloning van langdurige, ijverige en trouwe dienst door minder geëmployeerden, werklieden en bedienden werkzaam bij de inrichtingen van 's Rijks Land- en Zeemacht". De instelling van de medaille past in een tijdperk waarin enerzijds rang en stand niet toestonden dat iemand die met zijn handen werkt in een Ridderorde werd opgenomen maar anderzijds de behoefte aan draagbare onderscheidingen enorm was gegroeid.
De medaille is ovaal en meet 31 bij 26 millimeter. Het lint is oranje. Op de voorzijde is de kop van koning Willem III afgebeeld met het omschrift "WILLEM III KONING DER NEDERLANDEN G.H.V.L." op de keerzijde staat "VOOR IJVER EN TROUW" binnen een eikenkrans.
De afkorting G.H.V.L. staat voor "Groothertog van Luxemburg". Nederland was in personele unie met dat Groothertogdom verenigd. Toch was deze onderscheiding een Nederlandse, geen Luxemburgse decoratie.
De medailles werden toegekend in drie graden:
- De Medaille voor IJver en Trouw in Brons, voor 12 jaar dienst.
- De Medaille voor IJver en Trouw in Zilver, voor 24 jaar dienst.
- De Medaille voor IJver en Trouw in Goud, voor 36 jaar dienst.

Aan de medaille was geen knoopsgatversiering of baton verbonden maar er zijn wel miniaturen van 17 bij 13 millimeter bekend.
In een Koninklijk Besluit van 16 december 1894 werd bepaald dat de medailles niet meer zouden worden verleend aan personeel dat na 1 januari 1891 in dienst was getreden. Theoretisch zou de Medaille in Goud dus nog voor mei 1940 zijn toegekend. In werkelijkheid was de medaille al langer in onbruik geraakt.
In 2023 is de Medaille voor IJver en Trouw weer opgenomen in het Besluit draagvolgorde onderscheidingen onder vermelding van "De in 1877 ingestelde en inmiddels gereactiveerde ‘Medaille voor IJver en Trouw’ ".